# Cristianisme a l'Orient Pròxim

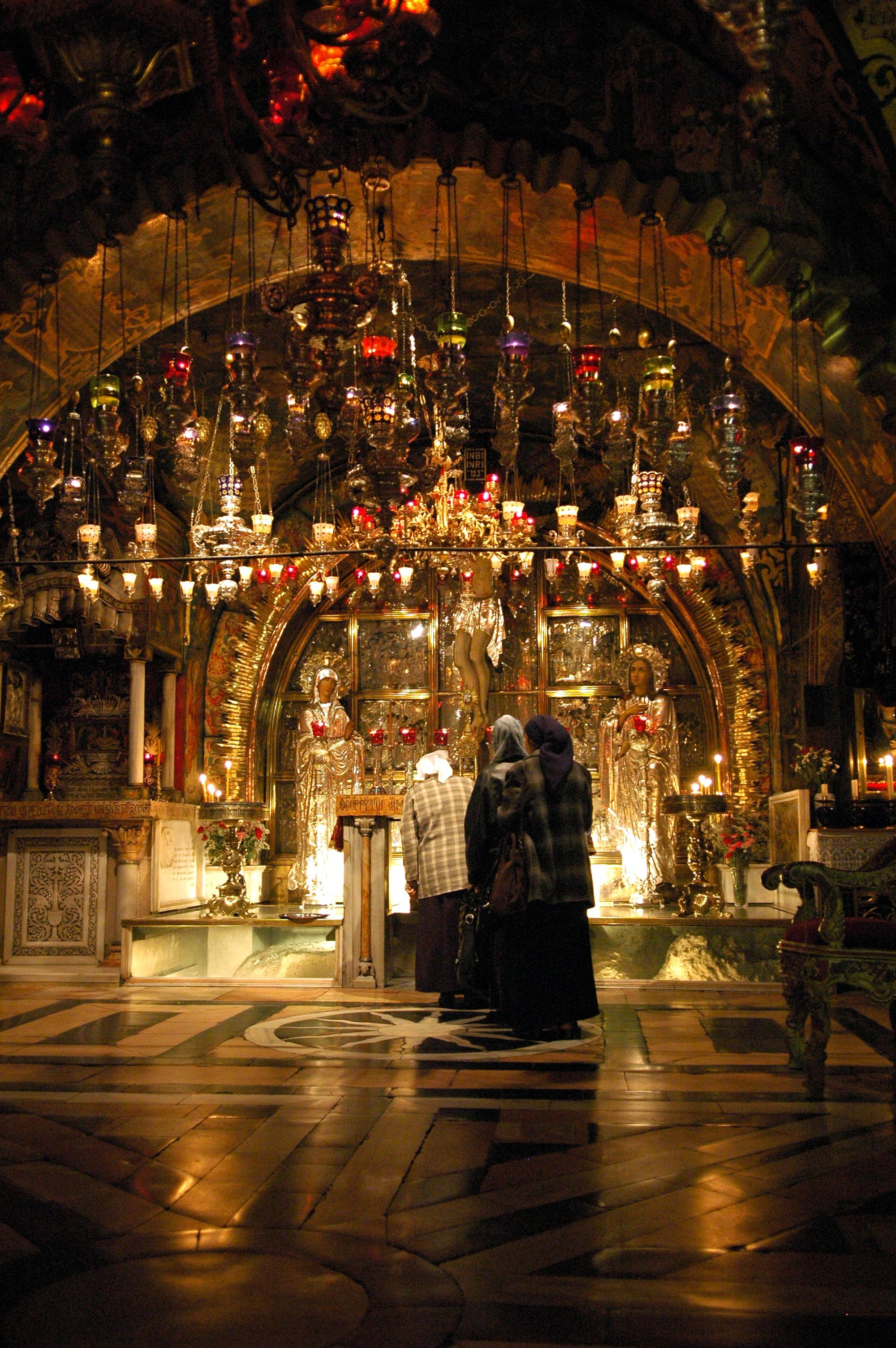
Basílica del Sant Sepulcre, Jerusalem.

El Cristianisme fou la religió imperant a l'Orient Pròxim des del segle iv fins a les conquestes musulmanes sarraïnes del segle vii.
Actualment els cristians formen el 5% de la població, per sota del 20% a començaments del segle xx.
El nombre de cristians de l'Orient Pròxim cau a causa de factors com les altes taxes de naixements entre la població musulmana, l'alta migració i la persecució de les minories cristianes.
El grup cristià més gran de l'Orient Pròxim és la comunitat etnoreligiosa egípcia de parla aràbica, els coptes, qui són entre 6 i 11 milions de persones, tot i que fonts coptes declaren que la xifra total volta els 12-16 milions. Els coptes viuen principalment a Egipte, amb petites comunitats a Israel, Xipre i Jordània.
Els maronites de parla àrab volta el milió a través de l'Orient Pròxim. Els cristians siríacs, en la seva majoria assiris, ètnics, nombren els 2 milions. Aquestes comunitats patiren una disminució significativa en l'última dècada, atès que molts fugiren d'Iraq. Actualment, la comunitat més gran de cristians siríacs de l'Orient Pròxim viuen a Síria, entre 877.000 i 1.139.000 persones, mentre que a l'Iraq el nombre caigué fins als 400.000 (de prop d'un milió que hi havia abans de la guerra del 2003).
Els àrabs cristians, qui són en la seva majoria adherents a l'Església Ortodoxa, suposen unes 400.000 persones, i combinades amb els de l'Església Catòlica Melquita en comunió amb el Papa, componen gairebé 1 milió. Els àrabs cristians viuen majoritàriament al Líban, Síria, Israel i Jordània.
Els cristians armenis són un milió, amb la seva comunitat més gran al Líban, amb 254.000 membres. El nombre d'armenis a Turquia és disputat amb diverses estimacions. Més comunitats armènies viuen a Síria, Jordània i en menor grau a altres països de l'Orient Pròxim.
Els grecs, qui un cop habitaren a grans parts de l'Orient Pròxim, declinaren des de les conquestes àrabs i recentment foren reduïts severament a Turquia, com a resultat del genocidi grec pòntic, que seguí a la Primera Guerra Mundial. En l'actualitat, la comunitat més gran de grecs a l'Orient Pròxim viu a Xipre, uns 793.000 (2008). Els grecs xipriotes constitueixen l'únic estat de l'Orient Pròxim de majoria cristiana, tot i que el Líban fou fundat amb una majoria cristiana durant la primera meitat del segle xx.